# Zagrosia persica
Zagrosia persica är en sparrisväxtart som först beskrevs av Heinrich Carl Haussknecht, och fick sitt nu gällande namn av Franz Speta. Zagrosia persica ingår i släktet Zagrosia och familjen sparrisväxter. Inga underarter finns listade i Catalogue of Life.